# Amphistomus palpebratus
Amphistomus palpebratus là một loài bọ cánh cứng trong họ Bọ hung (Scarabaeidae).